# Drako Motors
Drako Motors est un constructeur automobile américain de voitures de sport de luxe basé à San José, en Californie.

## Historique
Drako Motors a été fondée en 2013 par Dean Drako et Shiv Sikand.

## Référence
1. ↑  Raphaël Desrosiers, « Oubliez la Fisker Karma : la Drako GTE est une berline électrique de 1 200 chevaux », sur www.numerama.com, 19 août 2019.